# Calosota pagana
Calosota pagana är en stekelart som först beskrevs av Girault 1915.  Calosota pagana ingår i släktet Calosota och familjen hoppglanssteklar. Inga underarter finns listade.